# 沙湾绢蒿
沙湾绢蒿（学名：Seriphidium sawanense）是菊科绢蒿属的植物，为中国的特有植物。分布在中国大陆的新疆等地，生长于海拔1,500米的地区，一般生于戈壁与半荒漠草原地区，目前尚未由人工引种栽培。